# Beneš-Mráz Beta-Minor
Beneš Mráz-Be-50 Beta-Minor je laki avion proizveden u Čehoslovačkoj uoči Drugog svjetskog rata. Prvi let imao je 1935. godine. Bio je to jednokrilac sa slobodno-nosećim krilom, drvene konstrukcije i konvencionalnim podvozjem s repnim kotačem. Otvorena pilotska kabina imala je dva sjedala u tandemu (jedno iza drugog). Avion je svoju popularnost stekao leteći u brojnim aeroklubovima a uspješan je bio i na međunarodnim natjecanjima.
1937. godine češki dizajneri su izradili moderniziranu inačicu Be-51, koja je imala manji raspon krila i potpuno zatvorenu pilotsku kabinu. Zadnja inačica, Be-52 Beta-Major zadržala je otvorenu kabinu kao i Be-50, avion je imao bolje aerodinamičke osobine i ugrađivan je jači Walter Major motor. 
Kao i drugi Čehoslovački zrakoplovi i ovaj je početkom Drugog svjetskog rata uključen u ratno zrakoplovstvo. Nekoliko preostalih Be-51 koristio je za vrijeme okupacije njemački Luftwaffe kao zrakoplov za vezu i školovanje pilota.

## Inačice
- Be-50 Beta-Minor
- Be-51 Beta-Minor
- Be-52 Beta-Major

## Tehničke karakteristike (Be-50)
Osnovne karakteristike
- posada: 1 pilot
- kapacitet: 1 putnik
- dužina: 7,76 m
- raspon krila: 12,16 m
- površina krila: 16,3 m2
- visina: 1,80 m

Letne karakteristike
- najveća brzina: 195 km/h
- dolet: 750 km
- najveća visina leta: 5.200 m
- motor: 1 linijski klipni motor Walter Minor